# Simon Reynolds (critique musical)
Pour les articles homonymes, voir Simon Reynolds et Reynolds.
Simon Reynolds, né à Londres en 1963, est un critique musical britannique, connu pour ses écrits sur la musique électronique et le rock indépendant.

## Carrière
Reynolds est notamment reconnu comme l'inventeur du terme de « post-rock », dans les colonnes du magazine Mojo en mars 1994, un concept qu'il a ensuite développé en mai dans The Wire,,,.
Il a contribué à Melody Maker (où il s'est fait un nom), au New York Times, Village Voice, Spin, The Guardian, Rolling Stone, The Observer, Artforum, New Statesman, The Wire, Mojo et Uncut, entre autres. Il collabore également à l'Encyclopædia Britannica. Il publie plusieurs ouvrages faisant référence sur l'histoire de la culture rave et de la musique techno, que sont Energy Flash en 1998, et sa version abrégée Generation Ecstasy en 1999.
Son livre Rétromania, paru en 2011, réfléchit sur l'obsession pour le passé qui caractériserait selon lui la pop culture actuelle.
En 2016, il publie Le choc du glam, somme retraçant l'essor du glam rock dans les années 1970, et l'héritage de cette esthétique au XXIe siècle. L'ouvrage est publié en français en 2020 par les éditions Audimat.

## Discographie
- Rip It Up and Start Again : Post Punk 1978-1984 - compilation cd par Simon Reynolds, 15 mai 2006, V2